# Rhetinantha encyclioides
Rhetinantha encyclioides är en orkidéart som först beskrevs av John T. Atwood och Dodson, och fick sitt nu gällande namn av Mario Alberto Blanco. Rhetinantha encyclioides ingår i släktet Rhetinantha och familjen orkidéer. Inga underarter finns listade i Catalogue of Life.